# Ferrocarril São Mateus
El Ferrocarril São Mateus o Ferrocarril Serra dos Aimorés o también Ferrocarril São Mateus a Nova Venécia fue un ferrocarril brasileño que unía la ciudad de São Mateus a la ciudad de Nova Venécia, ambas en el Espírito Santo. Fue diseñada, inicialmente, para unir São Mateus hasta Colatina, donde se uniría con elFerrocarril Vitória a Minas, pero vio su trazado recortado por dificultades financieras del Gobierno Estatal. Fue utilizada entre los años 1929 y 1941, año en que fue retirada del servicio, por determinación del Gobierno, por ser de ancho fino. La primera estación del ferrocarril se encontraba en el Puerto de São Mateus y la última en la entonces Villa de Nova Venécia.

## Historia
El 23 de mayo de 1895 fue firmado un contrato entre el gobierno del estado y los Señores Dr. Antônio Gomes Sodré y Antônio Rodrigues da Cunha para la construcción de un ferrocarril uniendo São Mateus a Colatina. La obra fue iniciada pero no llegó a ser concluida. La pésima situación financiera en que se encontraba el Gobierno del Estado hizo que, al asumir el gobierno, Dr. Constante Gomes Sodré, entre otras medidas para recortar gastos públicos, redujese la extensión total del ferrocarril hasta los 40 km. En esa época llegaron a construir 25 km de lecho, pero los servicios luego fueron paralizados. Ese lecho pasó a ser utilizado, durante dos décadas, como ruta pública.
Solamente en 1921, durante el gobierno del Coronel Nestor Gomes, es cuando se firmaron las bases para la consecución de la obra. Las obras de construcción del ferrocarril fueron retomadas el 5 de noviembre del mismo año, bajo la administración de los Drs. Joaquim Teixeira da Silva Jr. y Hermes Carneiro. En 1923 fue creado el Servicio Autónomo del Ferrocarril São Mateus. Fueron nombrados para la dirección de ese servicio Enrique Ayres, director gerente y Alziro Vianna, director secretario. En marzo de 1923, cuando Alziro asumió la Secretaria de Hacienda, la obra ya había alcanzado el km 40 y el asentamiento de caminos esperaba en el kilómetro 4 que el puente sobre el Río del Bamburral fuese concluida.
Enrique Ayres, ya en solitario, prosiguió la obra. Bajo su administración fueron concluidas e inauguradas, sucesivamente, las estaciones de São Mateus, en el kilómetro 0; Santa Leocádia, en el km 23 y Nestor Gomes, en el km 41. En la misma época también fuera inauguradas las paradas de Juán Bento, en el km 18; Santo Antônio, en el km 30 y Constanttino Mota, en el km 36. Solamente en mayo de 1929, bajo el gobierno de Aristeu Borges de Aguiar, es cuando la estación de Nova Venécia, en el km 68, fue inaugurada. Seis máquinas, una de las cuales construida en São Mateus, fueron puestas a disposición de los usuarios del nuevo transporte, siendo estas, utilizadas a partir de entonces, para el transporte de cargas y personas.
La necesidad de mano de obra especializada hizo que varios técnicos viniesen a São Mateus. Aquí también fueron contratados varios funcionarios, algunos de ellos para trabajar en el escritorio del Servicio del Ferrocarril São Mateus, instalado en un caserón del gobierno del estado, en la Calle Barão dos Amores, centro de la ciudad.
Ese servicio fue de gran importancia para el desarrollo de los municipios, principalmente para las regiones colonizadas por italianos, como Santa Leocádia, Nestor Gomes, Río Negro y Nova Venécia, cortadas por el ferrocarril, que sirvió al municipio durante 20 años. El cierre del Ferrocarril São Mateus se produjo a comienzos de la década de 1940, durante la administración del prefecto Otto de Oliveira Neves, cuando el gobierno estatal determinó que fuesen extintas todas las vías de ferrocarril de ancho fino. El estado era entonces gobernado por el Inspector Juán Punaro Bley.
Los caminos y máquinas fueron vendidos por el gobierno estatal el 4 de noviembre de 1941. El dinero recaudado fue utilizado para la construcción de la caja de agua que se encuentra próximo al Museo Histórico Municipal. En cuanto al lecho de la ruta, fue realizada una adecuación y pasó a ser utilizado como carretera, que actualmente es la Carretera Miguel Cury Carneiro, que une São Mateus a Nova Venécia.